# Clyde (Texas)
Clyde é uma cidade localizada no estado norte-americano do Texas, no Condado de Callahan.

## Demografia
Segundo o censo norte-americano de 2000, a sua população era de 3345 habitantes.
Em 2006, foi estimada uma população de 3718, um aumento de 373 (11.2%).

## Geografia
De acordo com o United States Census Bureau tem uma área de
6,2 km², dos quais 6,2 km² cobertos por terra e 0,0 km² cobertos por água.

## Localidades na vizinhança
O diagrama seguinte representa as localidades num raio de 32 km ao redor de Clyde.